# بورا اوزتورک
بورا اوزتورک (انگلیسی: Bora Öztürk; ۲۰ مهٔ ۱۹۵۵ – ۶ اوت ۱۹۹۷) بازیکن فوتبال اهل ترکیه بود.
از باشگاه‌هایی که در آن بازی کرده‌است می‌توان به باشگاه فوتبال آلتای اسپور، باشگاه فوتبال آنتالیااسپور، باشگاه فوتبال آدانااسپور، باشگاه فوتبال بشیکتاش، و باشگاه ورزشی گوزتپه اشاره کرد.
وی همچنین در تیم ملی فوتبال ترکیه بازی کرده‌است.